# Lars Elvstrom
Lars Elvstrom est un joueur danois de tennis né le 18 août 1949 à Copenhague. Il compte un titre ATP à son palmarès.

## Carrière
Il est le seul joueur danois à avoir remporté l'Open de Copenhague, en 1976.
Il a rencontré un joueur du top 10 à Aix-en-Provence en 1977 : Guillermo Vilas (1-6, 0-6).
Il joue la Coupe Davis de 1973 à 1975 et 1977 à 1979.
Il interrompt sa carrière en 1982 mais rejoue en 2008 au tournoi Challenger de New Delhi avec Kristian Pless comme partenaire de double, il a alors 59 ans .
En 2002 et 2003 il joue sur le circuit vétéran de l'ITF et remporte en 2002 l'International Veterans Championships of Czech Republique.

## Palmarès

### Titre en simple messieurs
| No | Date       | Nom et lieu du tournoi                      | Catégorie | Surface         | Finaliste              | Score    |  |
| -- | ---------- | ------------------------------------------- | --------- | --------------- | ---------------------- | -------- |  |
| 1  | 19-01-1976 | Tournoi de tennis de Copenhague, Copenhague |           | Moquette (int.) | Jean-François Caujolle | 6-4, 6-4 |  |